# Friedrich Reinhold Kreutzwald
Friedrich Reinhold Kreutzwald (Jõepere, Virumaa, 14/26 de dezembro de 1803 — Tartu, 13/25 de agosto de 1882) foi um médico e escritor estoniano que é considerado o pai da literatura nacional da Estônia.

## Vida
Os pais de Friedrich eram servos. Seu pai trabalhou como sapateiro. Somente após a abolição da servidão dos estonianos em 1815, a família foi capaz de enviar seu filho para a escola do distrito em Rakvere. Em 1820, ele se formou na escola secundária em Tallinn e trabalhou como professor de escola primária. Em 1833, Kreutzwald graduou-se pela Faculdade de Medicina da Universidade de Tartu e casou com Marie Elisabeth Saedler em 18 de agosto do mesmo ano. De 1833 a 1877, ele trabalhou como médico em Võru, Estônia. Ele foi membro de várias sociedades científicas na Europa e recebeu o título de doutor honorário de muitas universidades.

## Literatura
Kreutzwald é o autor de muitos livros folclóricos moralistas, a maioria deles traduzido para o alemão: "A peste do vinho" 1840, "O Mundo e algumas coisas que se pode encontrar nele" 1848–49, "Reynard a raposa" 1850, "Os sábios de Gotham" 1857. Além desses trabalhos, ele escreveu epopéias nacionais baseados no folclore estoniano, "O Kalevipoeg" ('O filho de Kalev') publicou "Os antigos contos-de-fadas estonianos" (1866), coleções de versos e poemas "Lembitu", (1885), publicado após a sua morte.
Kreutzwald é considerado o autor do primeiro livro originalmente estoniano. Ele foi um dos líderes do despertar da consciência nacional estoniana, bem como um modelo de perfeição e estímulo para as gerações mais jovens de intelectuais de fala estoniana.